# Uba (rzeka)
Uba (także Oba; kaz. i ros.: Уба) – rzeka we wschodnim Kazachstanie, prawy dopływ Irtyszu. Długość – 278 km, powierzchnia zlewni – 9850 km², średni przepływ (8 km od ujścia) – 177 m³/s. Reżim mieszany z przewagą śnieżnego z maksimum od kwietnia do połowy lipca.
Powstaje z połączenia Białej Uby i Czarnej Uby w zachodnim Ałtaju koło miasta Ridder. Płynie na zachód, po opuszczeniu gór koło miasta Szemonaicha skręca na południe i uchodzi do Irtyszu. W górnym biegu tworzy wiele wodospadów, w dolnym dzieli się na liczne ramiona. Zamarza na przełomie grudnia i stycznia, rozmarza na przełomie kwietnia i maja. Rzeka jest spławna.